# James Hamilton (pedagog)

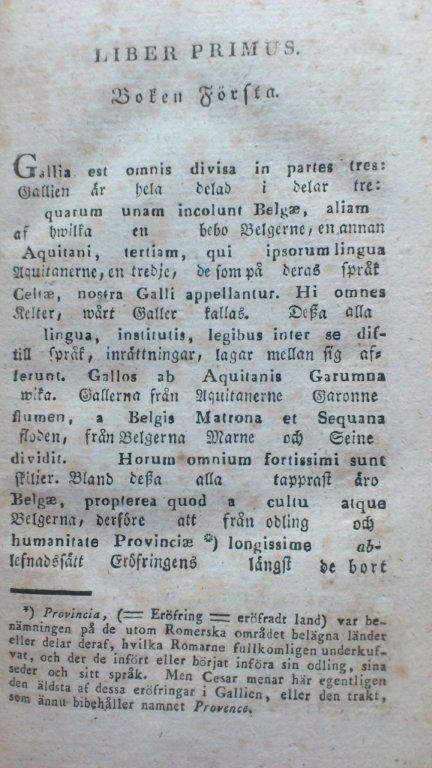
Exempel ur Georg Scheutz översättning av Julius Cesar Commentarii De Bello Gallico, enligt Hamiltonska pedagogiken, 1828.

James Hamilton, född 1769 i London, död 31 oktober 1831 i Dublin, var en brittisk pedagog.
Hamilton bosatte sig 1798 som köpman i Hamburg, där han hos en fransk emigrant på kort tid lärde sig tyska genom ordagrann översättning av en sammanhängande lätt text men utan grammatisk analys. Efter misslyckande som affärsman slog han sig 1815 ned i New York som språklärare och utformade den efter honom uppkallade undervisningsmetoden, som snabbt vann mycket erkännande och stor utbredning i USA. Efter sin återkomst till Storbritannien 1823 undervisade han med sina medhjälpare en talrik skara elever i tyska, franska, italienska, latin och grekiska. Den "Hamiltonska pedagogiken" ställer eleven omedelbart inför det främmande språket i en sammanhängande text, som under ständigt upprepande och inpräntande översätts ord för ord. Efter hand blir översättningen friare och språkriktigare, i det att eleven genom självverksamhet utvecklar de grammatiska reglerna ur det givna språkstoffet.
I Sverige har följande läroböcker som tillämpat pedagogiken utkommit:
- Gaius Julius Caesar Commentarii De Bello Gallico (Georg Scheutz 1828)
- Cornelius Nepos de vita exellentium imperatorum (Georg Scheutz 1828)